# Sumitomo Osaka Cement
Sumitomo Osaka Cement Co., Ltd. (яп. 住友大阪セメント株式会社) — японский производитель цемента. Помимо основной деятельности в сферу интересов компании входят минеральные ресурсы, оптоэлектроника и др. Входит в кэйрэцу Sumitomo.

## История

### История Sumitomo Cement Co.,Ltd.
Компания была создана в ноябре 1907 года под названием Iwaki Cement Co.,Ltd.
С 1942 года акции компании котируются на фондовых биржах Токио и Осаки.
В 1949 году компания первой в Японии начала производство готового бетона.
В 1963 году компания была переименована в Sumitomo Cement Co., Ltd.
В 1980 году создаётся дочернее предприятие Far East Cement Corporation
В 1994 году компания совместно с филиппинской Phinma Group в Давао создаёт СП Union Cement Corporation.

### История Osaka Cement Co.,Ltd.
Компания создана в 1918 году как цементный дивизион компании Osaka Yogyo Co,.Ltd.
В 1926 году компания выделяется в отдельную структуру под названием Osaka Yogyo Cement Co.,Ltd.
В 1963 году компания переименовывается в Osaka Cement Co., Ltd.

### История объединённой компании
В октябре 1994 года Sumitomo Cement и Osaka Cement были объединены в Sumitomo Osaka Cement Co., Ltd.
В апреле 1997 года вводятся в строй собственные электроэнергетические мощности (100 МВт).
К сентябрю 1997 года по стандарту ISO 9002 были сертифицированы все 6 цементных заводов компании.
В 1998 году компания начинает сотрудничество с Denki Kagaku Kogyo Co.,Ltd. в производстве цемента.
В 1999 году компания объединяет усилия с Ube Mitsubishi Cement Corporation в системе распределения готовой продукции.

## Компания сегодня
На сегодняшний день компания располагает 6 цементными заводами в Японии совокупная мощность которых составляет 14,15 млн тонн цемента в год. Заводы располагаются в городах Гифу (мощность — 1,65 млн т цемента в год), Ако (4 млн т), Тотиги (1,65 млн т), Коти (4,35 млн т), Хатинохе (1,5 млн т) и Вакаяма (1 млн т).
Капитал компании составляет ¥41,6 млрд.
Помимо японского рынка компания активно развивается в Китае, где работает совместно с китайскими партнёрами. Так, в 2009 году завершилось строительство уже 3 цементного завода в КНР. В итоге цементные мощности Sumitomo Osaka Cement в стране составили 5 млн т.

## Основные направления деятельности
У компании имеется 5 основных направлений бизнеса: цемент, минеральные ресурсы, изделия из цемента, оптоэлектроника и современные материалы, недвижимость и прочее.

### Цемент
В целом реализация цемента приносит компании 81,1 % выручки.
За 2009 финансовый год компания реализовала на внутреннем японском рынке 10 600 тыс. тонн цемента, что на 6,6 % меньше, чем за предыдущий год. Экспортировано же было 985 тыс. тонн продукции (рост на 4,5 %). Итого, Sumitomo Osaka Cement реализовала в 2009 финансовом году 11 585 тысяч тонн цемента (сокращение на 5,7 %).
Продукция: цемент (различные сорта), бетон, материалы для затвердевания цемента и пр.

### Минеральные ресурсы
Доля продаж минеральных ресурсов в общем объёме реализации компании составляет 4,2 %. В 2009 финансовом году объём реализации по этой товарной группе снизился на 1,9 %.
Продукция: известняк, карбонат кальция (мел), доломит, диоксид кремния.

### Изделия из цемента
Продажа изделий из цемента за год выросла на 11,1 % и составила 6,1 % от общего объёма продаж компании.
Продукция: продукция для восстановления и укрепления бетонных конструкций, строительные работы, бетонные изделия для использования в воде.

### Оптоэлектроника и современные материалы
Продажи данного вида продукции составляют 5,6 % выручки компании.
Продукция: оптические модуляторы, передатчики и приёмники, лазеры, фильтры для плазменных панелей, компоненты полупроводников.

### Недвижимость и прочее
Доходы от операций с недвижимостью приносят компании 3,0 % доходов, увеличившись за 2009 финансовый год на 17,8 %.
Продукция: лизинг недвижимости, продажа офисной техники, разработка ПО, инжиниринг.